# Tuffi ai Giochi della XXX Olimpiade - Trampolino 3 metri femminile
La gara del trampolino 3 metri femminile dei Giochi di Londra 2012 si è svolta dal 3 al 5 agosto.
 Le atlete partecipanti sono state 30, provenienti da 17 nazioni. La gara prevede un turno di qualificazione, uno di semifinale e la finale a 12.

## Risultati

### Preliminari
Il turno preliminare si è svolto il 3 agosto a partire dalle ore 14:30 locali. Le prime 18 classificate hanno avuto accesso alle semifinali.
| Pos. | Atleta                   | Nazione       | Punti  | Ord. | Note |
| ---- | ------------------------ | ------------- | ------ | ---- | ---- |
| 1    | Wu Minxia                | Cina          | 387.95 | 21   | Q    |
| 2    | He Zi                    | Cina          | 363.85 | 18   | Q    |
| 3    | Tania Cagnotto           | Italia        | 349.80 | 13   | Q    |
| 4    | Jennifer Abel            | Canada        | 344.15 | 8    | Q    |
| 5    | Sharleen Stratton        | Australia     | 342.70 | 1    | Q    |
| 6    | Émilie Heymans           | Canada        | 337.20 | 29   | Q    |
| 7    | Christina Loukas         | Stati Uniti   | 330.45 | 10   | Q    |
| 8    | Nadežda Bažina           | Russia        | 325.00 | 16   | Q    |
| 9    | Laura Sánchez Soto       | Messico       | 320.15 | 11   | Q    |
| 10   | Cassidy Krug             | Stati Uniti   | 320.10 | 15   | Q    |
| 11   | Anna Lindberg            | Svezia        | 318.60 | 9    | Q    |
| 12   | Nora Subschinski         | Germania      | 311.70 | 7    | Q    |
| 13   | Francesca Dallapé        | Italia        | 311.25 | 5    | Q    |
| 14   | Olena Fedorova           | Ucraina       | 308.70 | 19   | Q    |
| 15   | Katja Dieckow            | Germania      | 303.90 | 2    | Q    |
| 16   | Rebecca Gallantree       | Gran Bretagna | 299.25 | 22   | Q    |
| 17   | Hannah Starling          | Gran Bretagna | 298.95 | 3    | Q    |
| 18   | Jaele Patrick            | Australia     | 289.65 | 27   | Q    |
| 19   | Anastasija Podznjakova   | Russia        | 286.50 | 6    |      |
| 20   | Jun Hoong Cheong         | Malaysia      | 272.45 | 14   |      |
| 21   | Hanna Pys'mens'ka        | Ucraina       | 271.50 | 23   |      |
| 22   | Flóra Gondos             | Ungheria      | 266.45 | 30   |      |
| 23   | Jocelyn Castillo         | Venezuela     | 266.00 | 20   |      |
| 24   | Yan Yee Ng               | Malaysia      | 257.85 | 12   |      |
| 25   | Nóra Barta               | Ungheria      | 257.70 | 28   |      |
| 26   | Fanny Bouvet             | Francia       | 257.10 | 24   |      |
| 27   | Marion Farissier         | Francia       | 248.70 | 4    |      |
| 28   | Juliana Veloso           | Brasile       | 241.15 | 26   |      |
| 29   | Arantxha Chávez          | Messico       | 225.45 | 17   |      |
| 30   | Jennifer Benítez Benítez | Spagna        | 224.60 | 25   |      |

### Semifinale
La semifinale si è disputata il 4 agosto a partire dalle 14:30. Le migliori 12 della classifica si sono qualificate per la finale.
| Pos. | Atleta             | Nazione       | Punti  | Ord. | Note |
| ---- | ------------------ | ------------- | ------ | ---- | ---- |
| 1    | Wu Minxia          | Cina          | 394.40 | 18   | Q    |
| 2    | Tania Cagnotto     | Italia        | 362.10 | 16   | Q    |
| 3    | He Zi              | Cina          | 354.50 | 17   | Q    |
| 4    | Jennifer Abel      | Canada        | 353.25 | 15   | Q    |
| 5    | Cassidy Krug       | Stati Uniti   | 345.60 | 9    | Q    |
| 6    | Christina Loukas   | Stati Uniti   | 339.75 | 12   | Q    |
| 7    | Laura Sánchez Soto | Messico       | 336.50 | 10   | Q    |
| 8    | Émilie Heymans     | Canada        | 331.35 | 13   | Q    |
| 9    | Sharleen Stratton  | Australia     | 327.60 | 14   | Q    |
| 10   | Anna Lindberg      | Svezia        | 319.80 | 8    | Q    |
| 11   | Jaele Patrick      | Australia     | 315.60 | 1    | Q    |
| 12   | Olena Fedorova     | Ucraina       | 314.70 | 5    | Q    |
| 13   | Hannah Starling    | Gran Bretagna | 313.95 | 2    |      |
| 14   | Nora Subschinski   | Germania      | 313.20 | 7    |      |
| 15   | Francesca Dallapé  | Italia        | 312.60 | 6    |      |
| 16   | Katja Dieckow      | Germania      | 312.50 | 4    |      |
| 17   | Nadežda Bažina     | Russia        | 310.70 | 11   |      |
| 18   | Rebecca Gallantree | Gran Bretagna | 267.10 | 3    |      |

### Finale
La finale si è disputata domenica 5 agosto alle ore 19.
| Pos.    | Atleta             | Nazione     | Punti  | Ord. |
| ------- | ------------------ | ----------- | ------ | ---- |
| Oro     | Wu Minxia          | Cina        | 414.00 | 12   |
| Argento | He Zi              | Cina        | 379.20 | 10   |
| Bronzo  | Laura Sánchez Soto | Messico     | 362.40 | 6    |
| 4       | Tania Cagnotto     | Italia      | 362.20 | 11   |
| 5       | Sharleen Stratton  | Australia   | 345.65 | 4    |
| 6       | Jennifer Abel      | Canada      | 343.00 | 9    |
| 7       | Cassidy Krug       | Stati Uniti | 342.85 | 8    |
| 8       | Christina Loukas   | Stati Uniti | 332.10 | 7    |
| 9       | Olena Fedorova     | Ucraina     | 317.80 | 1    |
| 10      | Anna Lindberg      | Svezia      | 316.80 | 3    |
| 11      | Jaele Patrick      | Australia   | 309.40 | 2    |
| 12      | Émilie Heymans     | Canada      | 295.20 | 5    |